# Salemer Klosterweiher
Salemer Klosterweiher este o arie protejată (sit de importanță comunitară — SCI, arie de protecție specială avifaunistică — SPA) din Germania întinsă pe o suprafață de 136,51 ha, integral pe uscat.

## Localizare
Centrul sitului Salemer Klosterweiher este situat la coordonatele 47°44′54″N 9°16′51″E / 47.7483°N 9.2808°E.

## Înființare
Situl Salemer Klosterweiher a fost declarat arie de protecție specială avifaunistică în martie 2001 pentru a proteja 12 specii de animale. Situl a fost protejat și ca sit de importanță comunitară în martie 2001.

## Biodiversitate
Situată în ecoregiunea continentală, aria protejată nu include niciun habitat protejat.
La baza desemnării sitului se află mai multe specii protejate de  păsări (12): lăcar mare (Acrocephalus arundinaceus), pescăruș albastru (Alcedo atthis), rață-cu-cap-castaniu (Aythya ferina), buhai de baltă (Botaurus stellaris stellaris), barză albă (Ciconia ciconia ciconia), egretă albă (Egretta alba), șoimul rândunelelor (Falco subbuteo), Ixobrychus minutus minutus, rață cu ciuf (Netta rufina), Podiceps nigricollis nigricollis, Rallus aquaticus aquaticus, Tachybaptus ruficollis ruficollis